# Uličská Ostrá
Uličská Ostrá je přírodní rezervace v oblasti Poloniny.
Nachází se v katastrálním území obcí Kolbasov a Ulič v okrese Snina v Prešovském kraji. Území bylo vyhlášeno v roce 1993 na rozloze 25,2400 ha. Ochranné pásmo nebylo stanoveno.